# ジェフリー・スコール

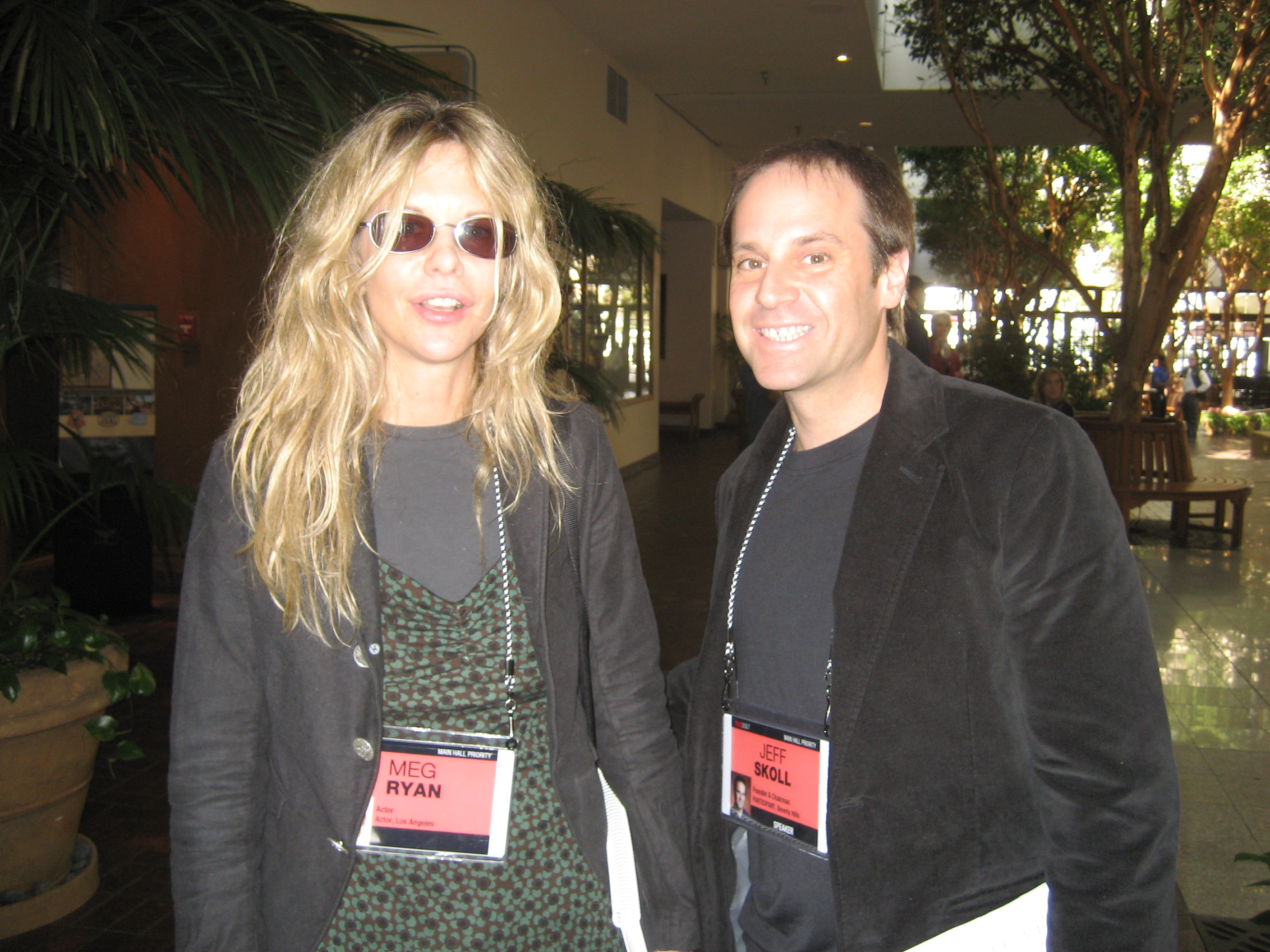
メグ・ライアン（左）とジェフリー・スコール（右）、2007年

ジェフリー・スコール（Jeffrey Skoll、1965年1月16日 – ）は、カナダの社会起業家、映画プロデューサー。

## 若年期
ケベック州モントリオールに生まれ、13歳の時にオンタリオ州トロントに移住する。読書家であったスコールは、オルダス・ハクスリーやアイン・ランドといった作家に啓発され、世界の問題に取り組む本を執筆する作家を志した。14歳の時に父親ががんと診断され、スコールは父親と「人生で計画したすべてを実行する時間がないことをどれほど後悔するか」を議論するようになった。
1987年にトロント大学を卒業後（電気工学専攻）、トロントでコンピュータ関連企業を2社設立。1993年にカナダを去り、1995年にスタンフォード大学経営大学院で経営学修士号を取得した。卒業後は新聞社ナイトリッダー (Knight Ridder) に就職した。

## eBay
1996年にeBayの創設者ピエール・オミダイアと会い、スコールはeBayの初代社長に就任する。1998年に戦略的計画・分析担当ヴァイスプレジデントに就任。同年9月の株式公開で巨万の富を得るが、スコールは株式公開前に100万ドルの株式を寄付してeBay財団を創設した。2000年に腰痛のためeBayの経営から身を退いたが、現在もeBayの第2位の大株主である。

## 慈善活動
社会起業家の援助や慈善活動にも積極的に参加しており、1999年に社会起業家を支援するスコール財団（en:Skoll Foundation）を設立した。2003年、オックスフォード大学サイード・ビジネス・スクール（en:Saïd Business School）内に社会起業家精神を研究するSkoll Centre for Social Entrepreneurshipを設置した。パレスチナでマハトマ・ガンディーの非暴力平和抵抗精神を広めるThe Gandhi Projectにも出資している。

## パーティシパント・プロダクションズ
2004年、スコールは社会性の強い映画を制作する映画スタジオ、パーティシパント・プロダクションズを設立した。
2006年に『シリアナ』、『グッドナイト&グッドラック』、『スタンドアップ』、『マーダーボール』が第78回アカデミー賞において計11部門ノミネート。2007年には『不都合な真実』が第79回アカデミー賞において長編ドキュメンタリー映画賞・アカデミー歌曲賞を受賞した。